# Britt Swartley
Britt Swartley (ur. 3 sierpnia 1971 w Lansdale) – amerykański narciarz, specjalista narciarstwa dowolnego. Najlepszy wynik na mistrzostwach świata osiągnął podczas mistrzostw w Meiringen, gdzie zajął 9. miejsce w skokach akrobatycznych. Zajął także 5. miejsce w tej samej konkurencji na igrzyskach olimpijskich w Nagano. Najlepsze wyniki w Pucharze Świata osiągnął w sezonie 1998/1999, kiedy to zajął 4. miejsce w klasyfikacji generalnej, a w klasyfikacji skoków akrobatycznych był trzeci. W sezonie 1997/1998 również zajął trzecie miejsce w klasyfikacji skoków akrobatycznych.
W 2002 r. zakończył karierę.

## Osiągnięcia

### Igrzyska olimpijskie
| Miejsce | Dzień     | Rok  | Miejscowość | Konkurencja        | Zwycięzca     |
| ------- | --------- | ---- | ----------- | ------------------ | ------------- |
| 5.      | 18 lutego | 1998 | Nagano      | Skoki akrobatyczne | Eric Bergoust |

### Mistrzostwa świata
| Miejsce | Dzień     | Rok  | Miejscowość | Konkurencja        | Zwycięzca         |
| ------- | --------- | ---- | ----------- | ------------------ | ----------------- |
| 25.     | 14 marca  | 1993 | Altenmarkt  | Skoki akrobatyczne | Philippe LaRoche  |
| 22.     | 19 lutego | 1995 | La Clusaz   | Skoki akrobatyczne | Trace Worthington |
| 9.      | 13 lutego | 1999 | Meiringen   | Skoki akrobatyczne | Eric Bergoust     |

#### Miejsca w klasyfikacji generalnej
- sezon 1992/1993: 46.
- sezon 1993/1994: 79.
- sezon 1994/1995: 31.
- sezon 1995/1996: 38.
- sezon 1996/1997: 28.
- sezon 1997/1998: 8.
- sezon 1998/1999: 4.
- sezon 1999/2000: 16.
- sezon 2000/2001: 39.
- sezon 2001/2002: 18.

#### Miejsca na podium
1. Mont Tremblant – 28 stycznia 1996 (Skoki akrobatyczne) – 3. miejsce
2. Altenmarkt – 6 marca 1997 (Skoki akrobatyczne) – 1. miejsce
3. Mount Buller – 2 sierpnia 1997 (Skoki akrobatyczne) – 2. miejsce
4. Tignes – 12 grudnia 1997 (Skoki akrobatyczne) – 1. miejsce
5. Mont Tremblant – 10 stycznia 1998 (Skoki akrobatyczne) – 3. miejsce
6. Altenmarkt – 13 marca 1998 (Skoki akrobatyczne) – 2. miejsce
7. Mont Tremblant – 10 stycznia 1999 (Skoki akrobatyczne) – 3. miejsce
8. Altenmarkt – 9 lutego 1999 (Skoki akrobatyczne) – 1. miejsce
9. Deer Valley – 9 stycznia 2000 (Skoki akrobatyczne) – 3. miejsce

- W sumie 3 zwycięstwa, 2 drugie i 4 trzecie miejsca.